# Aronne Mauri
Aronne Mauri (Lesmo, 1804 – Milano, 9 luglio 1874) è stato un incisore italiano.

## Biografia
Nacque a Lesmo, una tenuta del Gernetto, di proprietà di Giacomo Mellerio. Sordomuto alla nascita, è figlio del giardiniere capo della tenuta. Viene preso in protezione dal conte Mellerio e avviato agli studi letterario-artistici presso l'Istituto per i sordomuti di Genova. Tornato nella tenuta, si dedica intensamente all'incisione su rame a bulino e realizza, alle dipendenze del conte, la riproduzione di diverse opere pittoriche di proprietà del medesimo, che vengono inviate da questo ai propri amici. Realizza anche, verso gli anni trenta/quaranta dell'800 il ritratto a bulino del proprio benefattore, di cui una copia è conservata alla Civica Raccolta di Stampe Bertarelli di Milano, un'altra presso la Galleria d'arte moderna Ricci Oddi di Piacenza, un'altra in una collezione privata.
Viene ammesso, per la sua bravura, come assistente alla cattedra di incisione alla Scuola di Brera. Muore a Milano il 9 luglio 1874. È ricordato come legatario nel testamento (datato ottobre/dicembre 1847) del predetto conte. A Milano viveva in un appartamento nel Palazzo del conte Mellerio in Corso Roma (ora Corso di Porta Romana) n. 13. Durante l'estate era ospite della tenuta del Conte a Lesmo, nella villa chiamata "la Boffalora".
Le sue opere si trovano alla Civica raccolta delle stampe Achille Bertarelli di Milano, alla Pinacoteca di Brera (depositi), in collezioni private. Interessante è un quaderno di disegni (in numero di 70) che si riferiscono alla Villa del Gernetto, in una collezione privata.